# Bhadravati
Bhadravati è una città dell'India di 160.392 abitanti, situata nel distretto di Shimoga, nello stato federato del Karnataka. In base al numero di abitanti la città rientra nella classe I (da 100.000 persone in su).

## Geografia fisica
La città è situata a 13° 52' 0 N e 75° 43' 0 E e ha un'altitudine di 596 m s.l.m..

## Società

### Evoluzione demografica
Al censimento del 2001 la popolazione di Bhadravati assommava a 160.392 persone, delle quali 81.260 maschi e 79.132 femmine. I bambini di età inferiore o uguale ai sei anni assommavano a 16.428, dei quali 8.390 maschi e 8.038 femmine. Infine, coloro che erano in grado di saper almeno leggere e scrivere erano 118.016, dei quali 64.295 maschi e 53.721 femmine.